# 水晶鳳凰螺
水晶鳳凰螺（学名：Strombus canarium）为鳳凰螺科鳳凰螺屬下的一个种。